# Ла Лосиља
Ла Лосиља (шп. La Losilla) је општина у покрајини Сорија у аутономној заједници Кастиља и Леон, Шпанија.